# ماتیاش کوزلی
ماتیاش کوزلی (به انگلیسی: Matjaž Kozelj) (زادهٔ ۱۲ مارس ۱۹۷۰) شناگر اهل اسلوونی است.